# 佩德羅卡納里奧

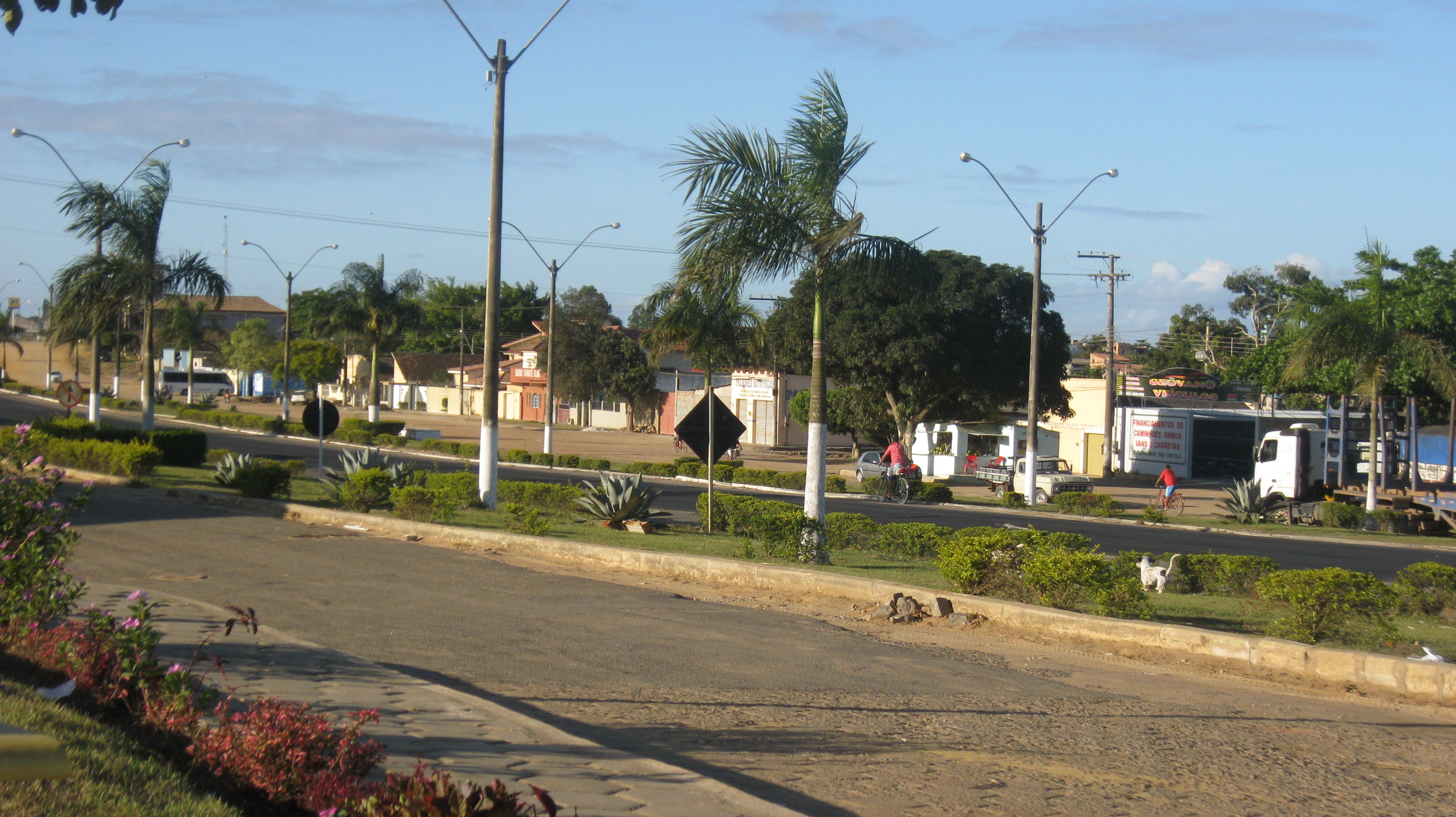
佩德羅卡納里奧

18°01′48″S 40°09′03″W / 18.03000°S 40.15083°W
佩德羅卡納里奧（葡萄牙語：Pedro Canário），是巴西的城鎮，位於該國東南部，由聖埃斯皮里圖州負責管轄，始建於1983年12月23日，面積434平方公里，2010年人口23,794，人口密度每平方公里54.84人。